# Gare d'Ouzouer - Dampierre
La gare d'Ouzouer - Dampierre est une gare ferroviaire française de la ligne d'Orléans à Gien. Elle est située à 1,5 km à l'Est du bourg et à 1,5 km du centre de la commune d'Ouzouer-sur-Loire, dans le département du Loiret, en région Centre-Val de Loire.
La gare dessert les communes d'Ouzouer-sur-Loire et de Dampierre-en-Burly. Elle est fermée au service des voyageurs, comme la ligne, depuis 1939.

## Situation ferroviaire
Établie à 148 mètres d'altitude, la gare d'Ouzouer - Dampierre est située au point kilométrique 171,2 de la ligne d'Orléans à Gien entre les gares des Bordes (à 9 km vers l'Ouest) et de Gien (à 15 km vers l'Est).

## Histoire
La gare ouvre le 3 novembre 1873 et la suppression du trafic voyageur intervient le 15 mai 1939.